# Barjola de soldat

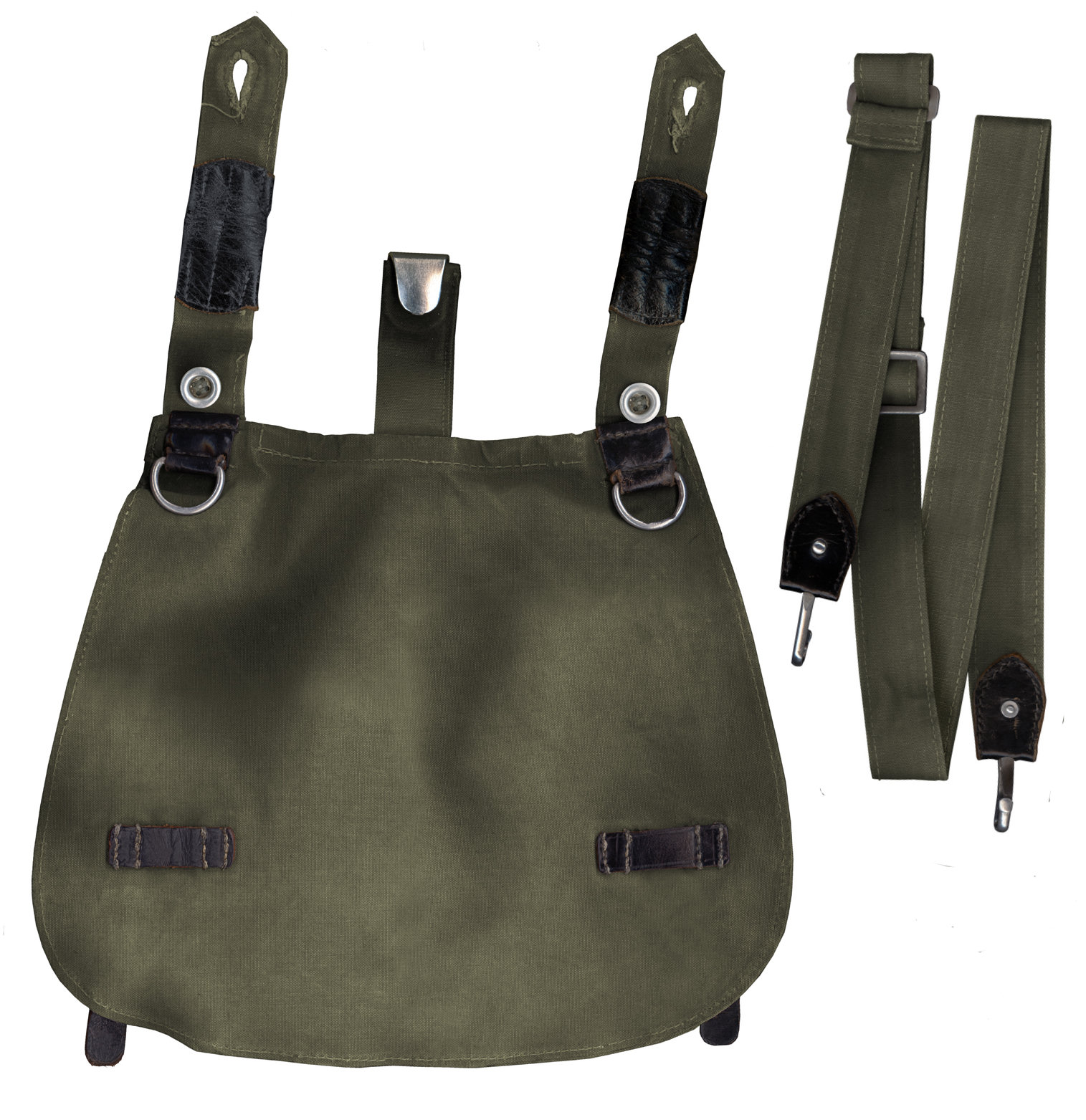
Barjola de soldat

La barjola de soldat o sarró de soldat, és una petita bossa que s'utilitza per portar menjar i alguns articles de l'equipament dels soldats (per exemple, munició de recanvi, granades, cantimplora, altres articles).
Fins al segle XIX les barjoles es feien amb lona de lli o de cotó. Actualment, s'utilitzen motxilles fetes d'altres teixits més moderns (per exemple, cordura).
La barjola s'adjunta sovint al cinturó principal (a la part posterior; es porta sota la motxilla). També pot tenir una bandolera.

## Exèrcit holandès
A l'exèrcit holandès, hi ha una descripció fixa del que pertany a una barjola de soldat. Al Soldier's Handbook (edició de 1978) això s'indica de la següent manera: llaunes de menjar (tots dos llisquen junts amb el costat obert i llisquen la caixa resultant a la butxaca frontal esquerra); coberteria (al costat de les llaunes de menjar, a la butxaca frontal esquerra); capa de pluja (plegueu longitudinalment per crear una tira de +/− 20 cm, enrotlleu-la, col·loqueu el rotllo resultant a la part inferior del compartiment gran); guants (a la capa de pluja); tovallola (enrotllar fins a una amplada de +/− 20 cm ); bossa de bany (enrotllada i col·locada sobre la tovallola); tapa de camp (plegada per la meitat a la bossa ); mitjons (un parell a la butxaca davantera dreta).

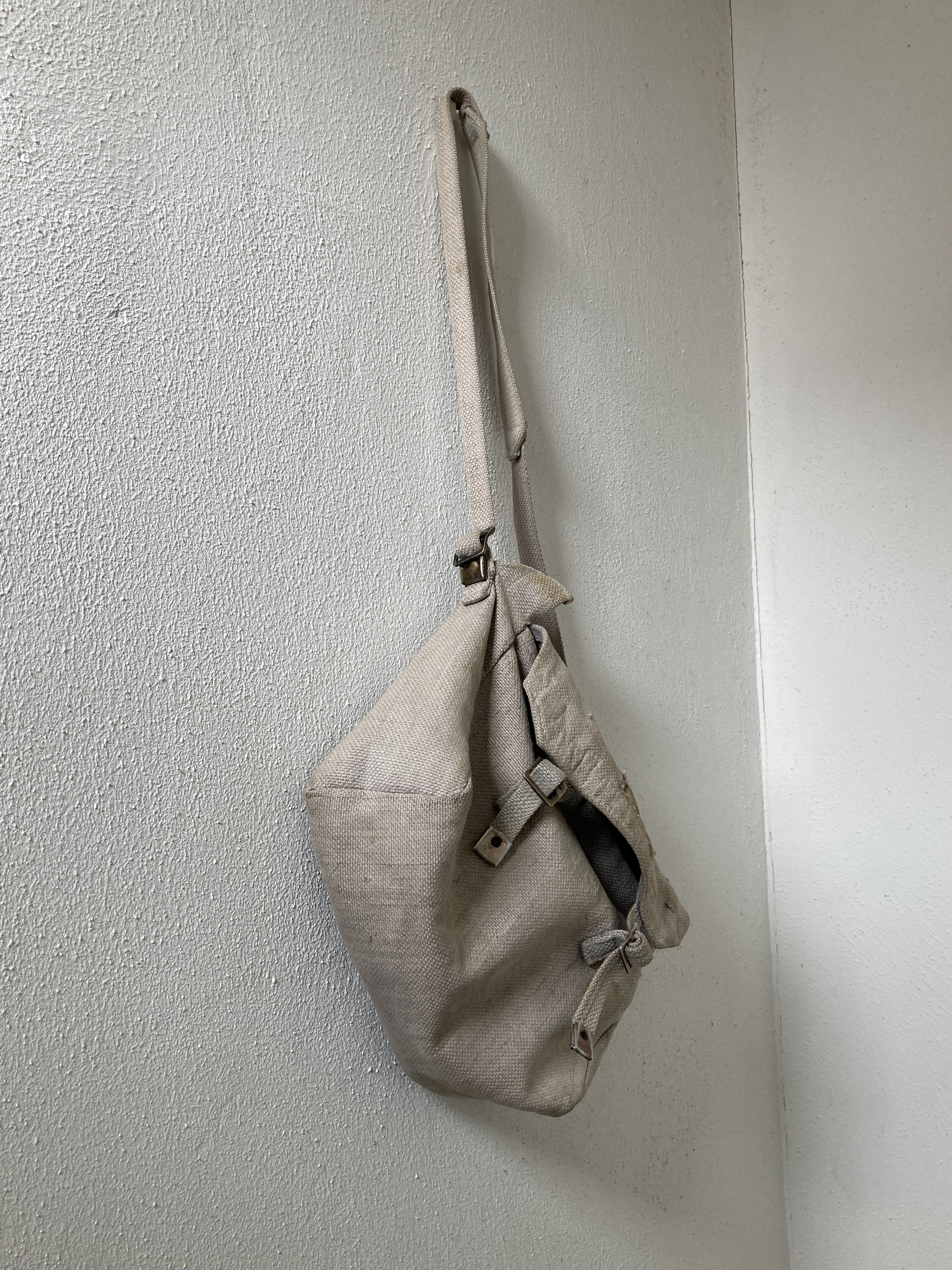
Barjola de soldat emprada a l'escola holandesa

## Barjola escolar
Després de la Segona Guerra Mundial, als Països Baixos hi havia abundància de barjoles de soldat deixades pels alliberadors i ocupants, i s'utilitzava com a motxilla escolar.
A les dècades de 1960 i 1970, la barjola de soldat es va convertir en una manera per als joves de rebel·lar-se contra la societat i l'escola establertes. Les barjola sovint estaven decorades amb textos, consignes de protesta i adhesius. Es compraven tant noves com usades, sovint a botigues d'abocador de l'exèrcit.
A la dècada de 1980, la barjola de soldat va perdre terreny davant la motxilla d'escola als Països Baixos.
La barjola sol ser robusta, verd militar o gris i feta de lona, però amb una bandolera. Originàriament, aquestes barjoles van ser emprades pels soldats nord-americans durant la Segona Guerra Mundial, de manera es van poder compra i utilitzar als Països Baixos a partir de 1945.